# Husa Gård
Husa Gård är ett KRAV-godkänt ekologiskt jordbruk. Gården ligger i närheten av Brottby i Vallentuna kommun, ca 3,5 mil norr om Stockholm och omfattar 138 hektar åkermark, 32 hektar betesmark, 1 hektar skog samt 2 hektar övrig mark. Den numera pensionerade brukaren Staffan Ahrén deltog 1985 i bildandet av organisationen KRAV och var ordförande för föreningen Ekologiska Lantbrukarna under dess sju första år.

## Produkter
Gårdens primära produktion består av ekologiskt kött, främst från nöt. Djuren föds upp enligt KRAV:s regler på naturbete samt ekologiskt odlade grödor från den egna gården. 